# Wolfgang Kubin

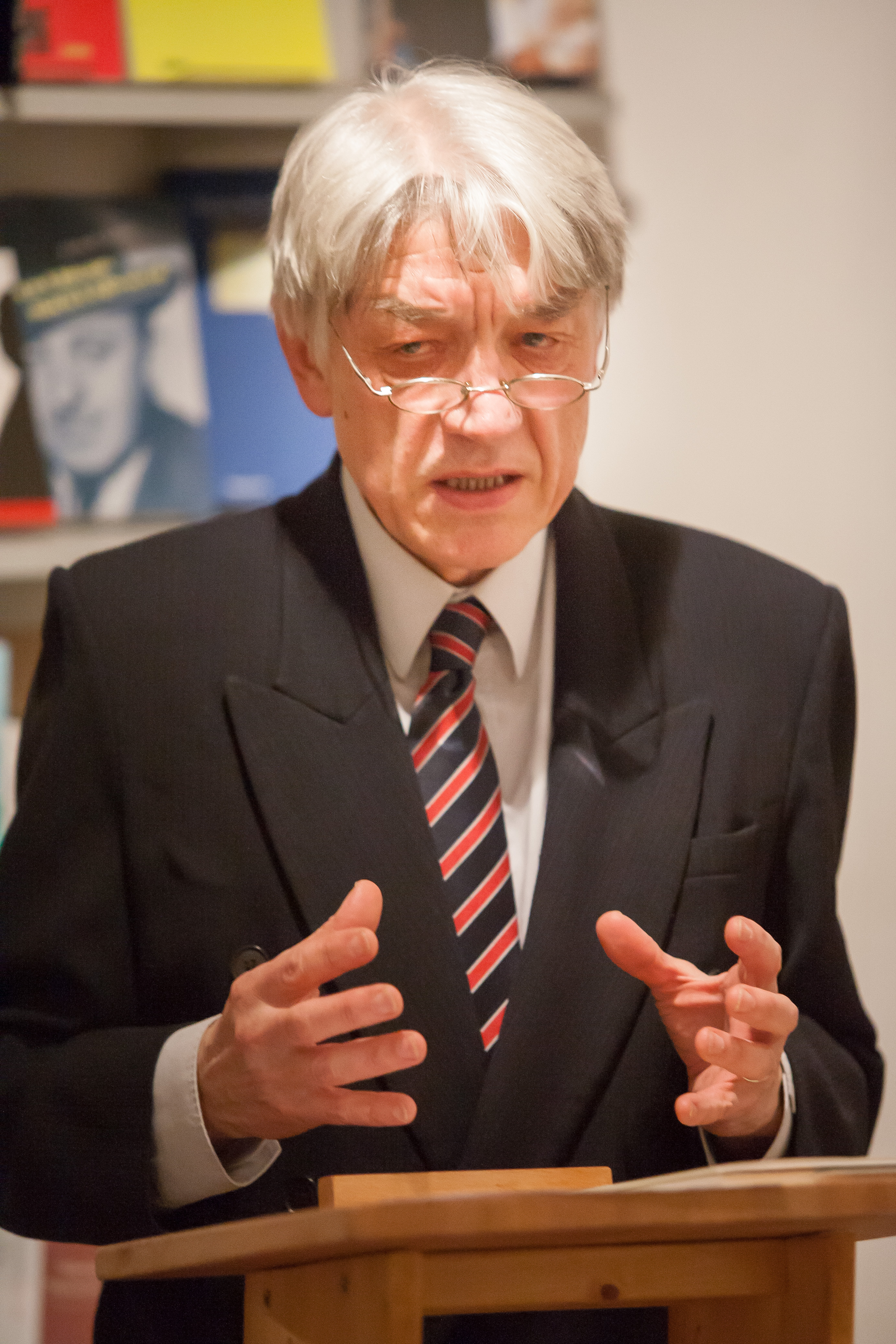
Wolfgang Kubin (2010)

Wolfgang Kubin (Chinesisch: 顾彬; pinyin: Gù Bīn; * 17. Dezember 1945 in Celle) ist ein deutscher Lyriker, Essayist, Sinologe, Hochschullehrer und Literatur-Übersetzer. Er zählt zu den angesehensten Sinologen Europas.

## Studium und Lehrtätigkeit
Wolfgang Kubin legte im Jahr 1966 sein Abitur am Gymnasium Dionysianum in Rheine ab. Sein Studium umfasste die Fächer Evangelische Theologie (Westfälische Wilhelms-Universität Münster von 1966 bis 1968), Japanologie und Chinesisch (Universität Wien 1968) sowie Sinologie, Philosophie, Germanistik und erneut Japanologie (Ruhr-Universität Bochum von 1969 bis 1973).
Mit der Arbeit „Das lyrische Werk des Tu Mu (803–852), Versuch einer Deutung“ wurde Kubin zum Dr. phil. promoviert. Erste Auslandsstudien über die chinesische Hochsprache betrieb er 1974 bis 1975 am damaligen Spracheninstitut in Peking. 1976 wurde er Vater einer Tochter, der späteren Schauspielerin Anna Kubin.
Seine  erste Assistentenstelle erhielt Kubin 1977 am Ostasiatischen Seminar der Freien Universität Berlin. Dort unterrichtete er über Chinesische Literatur und Kunst im 20. Jahrhundert und reichte 1981 seine Habilitationsschrift über die Entwicklung der Naturanschauung in der klassischen chinesischen Literatur ein.
Ab 1985 vertrat Kubin das Fach Chinesisch am Seminar für Orientalische Sprachen an der Rheinischen Friedrich-Wilhelms-Universität Bonn; seit 1995 war er dort Professor für Sinologie, mittlerweile ist er emeritiert.
Bekanntheit über die Grenzen der Sinologie hinaus erreichte er als Übersetzer moderner chinesischer Prosa und Lyrik. Seine bekannteste Arbeit dürfte die sechsbändige Übersetzung der Erzählungen und Essays Lu Xuns sein. Seine Geschichte der chinesischen Literatur im 20. Jahrhundert gilt als Standardwerk. Unter seinem chinesischen Namen 顧彬 (Gù Bīn) veröffentlicht er auch in China.
Kubin arbeitet seit 2011 als Senior-Professor hauptsächlich an der Beijing Foreign Studies University (Peking) und seit 2019 an der Shantou University (Shantou, Guangdong).
Wolfgang Kubin unterrichtet hauptsächlich als Sinologe, Germanist und Philosoph in chinesischer Sprache chinesische und deutsche Geistesgeschichte.

## Schriften
- Schriftenverzeichnis von Wolfgang Kubin 顾彬成果目录 (1975–2015). Hg. von Nicola Dischert, Martin Hanke und Li Xuetao. minima sinica 27.2 (2015). Gossenberg: Ostasien Verlag und Beijing: Waiyan she, 2016. xli + 145 Seiten. ISBN 978-3-946114-31-4.
- Nachrichten von der Hauptstadt der Sonne: moderne chinesische Lyrik 1919–1984. Suhrkamp, Frankfurt am Main 1985, ISBN 3-518-11322-4.
- Das neue Lied von der alten Verzweiflung. Weidle, Bonn 2000, ISBN 3-931135-44-6.
- Narrentürme: Gedichte. Weidle, Bonn 2002, ISBN 3-931135-62-4.
- Schattentänzer: Gedichte. Weidle, Bonn 2004, ISBN 3-931135-83-7.
- Halbzeit einer Liebe: eine Erzählung. Mit einem Nachwort von Heinz Ludwig Arnold. Edition Milo Band 4. Lehner, Wien 2006, ISBN 3-901749-55-1.
- Alles versteht sich auf Verrat: Gedichte. Weidle, Bonn 2009, ISBN 978-3-938803-16-5.
- Unterm Schnurbaum. Weidle, Bonn 2009, ISBN 978-3-938803-15-8.
- Wolfgang Kubin (Hrsg.): Geschichte der chinesischen Literatur.
  - Band 1: Wolfgang Kubin: Die chinesische Dichtkunst. Von den Anfängen bis zum Ende der Kaiserzeit. Saur, München 2002, ISBN 3-598-24541-6.
  - Band 2: Thomas Zimmer: Der chinesische Roman der ausgehenden Kaiserzeit. Saur, München 2002, ISBN 3-598-24544-0.
  - Band 3: Monika Motsch: Die chinesische Erzählung. Vom Altertum bis zur Neuzeit. K. G. Saur, München 2003, ISBN 3-598-24542-4.
  - Band 4: Marion Eggert, Wolfgang Kubin, Rolf Trauzettel, Thomas Zimmer: Die klassische chinesische Prosa. Essay, Reisebericht, Skizze, Brief. Vom Mittelalter bis zur Neuzeit. Saur, München 2003, ISBN 3-598-24545-9.
  - Band 5: Karl-Heinz Pohl: Ästhetik und Literaturtheorie in China. Von der Tradition bis zur Moderne. K. G. Saur, München 2006, ISBN 3-598-24546-7.
  - Band 6: Wolfgang Kubin: Das traditionelle chinesische Theater. Vom Mongolendrama bis zur Pekinger Oper. Saur, München 2009, ISBN 978-3-598-24543-5.
  - Band 7: Wolfgang Kubin: Die chinesische Literatur im 20. Jahrhundert. Saur, München 2005, ISBN 3-598-24547-5.
  - Band 8: Li Xuetao: Bibliographie zur chinesischen Literatur in deutscher Sprache. De Gruyter Saur, München 2012, ISBN 3-598-24548-3.
  - Band 9: Marc Hermann, Weiping Huang, Henriette Pleiger, Thomas Zimmer: Biographisches Handbuch chinesischer Schriftsteller. Leben und Werke. De Gruyter Saur, München 2010, ISBN 3-598-24550-5.
  - Band 10: Nicola Dischert: Register. De Gruyter Saur, München 2012, ISBN 3-598-24549-1.
- Bei Dao: Das Buch der Niederlagen – Gedichte. übersetzt und mit einer Nachbemerkung versehen. Carl Hanser Verlag, München 2009, ISBN 978-3-446-23283-9.
- Marc Hermann, Wolfgang Kubin, Thomas Zimmer, Zhang Jie, Lena Henningsen, Shelley W. Chan, Anne Xu-Cobb: Chinesische Gegenwartsliteratur: Zwischen Plagiat und Markt? edition global 2009, ISBN 3-922667-12-0.
- Leung Ping-kwan: Von Politik und den Früchten des Feldes, übersetzt und mit einem Nachwort versehen. DAAD Berliner Künstlerprogramm, Berlin 2000, ISBN 3-89357-059-4.
- Vorwort zu Leung Ping-kwan zusammen mit Heinz Stahlhut: The Diagonal Mirror: Space and Time in Photographing Hong Kong, Kehrer, Heidelberg 2008, ISBN 978-3-939583-88-2.
- Leung Ping-kwan: Von Jade und Holz: Gedichte, übersetzt und mit einer Nachbemerkung versehen. Drava Verlag, Klagenfurt 2009, ISBN 978-3-85435-596-0.
- Das Dorf der singenden Fische: Gedichte [mit einem Nachwort von Hans Stumpfeldt]. Ostasien Verlag, Gossenberg 2011, ISBN 978-3-940527-54-7.
- Vom Anfang der Berge: Gedichte. Reihe Phönixfeder 19. Gossenberg, Ostasien Verlag, 2012. vi + 119 Seiten. ISBN 978-3-940527-70-7.
- In fernen Landen: Gedichte. Reihe Phönixfeder 25. Gossenberg, Ostasien Verlag, 2014. ii + 107 Seiten. ISBN 978-3-940527-81-3.
- Texte der Avantgarde: China, Taiwan, Hongkong. Orientierungen, Literatur-Sonderheft 1995. München: edition global, 1995. iii + 158 Seiten. ISBN 978-3-946114-25-3.
- Die Stimme des Schattens: Kunst und Handwerk des Übersetzens. München: edition global, 2007. 151 Seiten. ISBN 978-3-946114-04-8. [überarbeitete Neuauflage erscheint 2029 im Ostasien Verlag]
- Die Fahrt zur Roten Wand: Dichtung der Tang-Zeit und ihre Deutung. München: edition global, 2007. 234 Seiten. ISBN 978-3-946114-10-9<.
- Liangdi shu: Briefe aus zwei Welten. Aus dem Chinesischen vom Arbeitskreis für moderne chinesische Literatur an der Universität Bonn. Hg. von Wolfgang Kubin. München: edition global, 2009. 2 Bände. iii + 432 Seiten. ISBN 978-3-946114-11-6.
- Chinesische Gegenwartsliteratur: Zwischen Plagiat und Markt? Hg. von Marc Hermann und Wolfgang Kubin. Orientierungen, Themenheft 2009. München: edition global, 2009. ii + 160 Seiten. ISBN 978-3-946114-12-3
- Is a History of Chinese Literature Possible? Towards the Birth of Chinese Literary Criticism. Ed. by Wolfgang Kubin. Orientierungen, Themenheft 2011. München: edition global, 2013. iii + 212 Seiten. ISBN 978-3-946114-16-1
- Die Geschichte eines Flachmanns. Schnaps-Essays, Weidle Verlag, Bonn 2015, ISBN 978-3-938803-64-6
- Nachrichten von der Hauptstadt der Sonne. Moderne chinesische Lyrik 1919 bis 1984. Deutsch und Chinesisch, Bacopa, Schiedlberg 2015, ISBN 978-3-902735-51-5
- Das frühe Werk. Band 1. Der Mann im Zimmer. Gedichte. Deutsch und Chinesisch, Bacopa, Schiedlberg 2015, ISBN 978-3-902735-73-7
- Das frühe Werk. Band 2. Abgründige Erleuchtung. Gedichte. Deutsch und Chinesisch, Bacopa, Schiedlberg 2015, ISBN 978-3-902735-74-4
- Das frühe Werk. Band 3. Das Gleichgewicht der Unruhe. Deutsch und Chinesisch, Bacopa, Schiedlberg 2015, ISBN 978-3-902735-52-2
- Das frühe Werk. Band 4. Die Konstruktion des Affen. Verstreute Schriften. Gedichte. Deutsch und Chinesisch, Bacopa, Schiedlberg 2016, ISBN 978-3-902735-75-1
- Das gesammelte frühe Werk in vier Bänden. Gedichte. Deutsch und Chinesisch, Bacopa, Schiedlberg 2016, ISBN 978-3-902735-95-9
- Halbzeit einer Liebe. Eine Erzählung, Bacopa, Schiedlberg 2014, ISBN 978-3-902735-53-9
- Lacrimae mundi. Gedichte, Bacopa, Schiedlberg 2014, ISBN 978-3-902735-54-6
- Die Geschichte der Schwärze und andere Geschichten, Bacopa, Schiedlberg 2018, ISBN 978-3-903071-58-2
- Was kommt, was bleibt. Ein poetischer Mischsatz, Bacopa, Schiedlberg 2018, ISBN 978-3-903071-50-6
- Maria des Weges. Unzeitige Hymnen. Photographien von Ann Mak, Bacopa, Schiedlberg 2021, ISBN 978-3-903071-93-3

### Artikel und Interviews
- Der Übersetzer „in Klammern“ (Memento vom 1. November 2013 im Internet Archive) Goethe-Institut China, September 2009.
- Reflecting on Chinese literature. CCTV-9, 7. November 2010.
- Píng Xīn 平心 (Interview): Déguó Hànxué quánwēi lìng yī zhī yǎn kàn xiàn-dāngdài Zhōngguó wénxué 德国汉学权威另一只眼看现当代中国文学 Deutsche Welle, 26. November 2006.

## Auszeichnungen
2003 Preis für Literatur der Bonner Lesegesellschaft für den Gedichtband Narrentürme
2007 Staatspreis der VR China für besondere Verdienste um die chinesische Buchkultur (Zhonghua tushu teshu gongxian zhuang 中华图书特殊贡献奖), verliehen im Rahmen der Pekinger Buchmesse
2007 Pamir International Poetry Price für Übersetzungen moderner und gegenwärtiger chinesischer Lyrik (Zhongkun guoji shige jiang 中坤国际诗歌奖)
2009 Weilun-Forschungspreis der Tsinghua-Universität Peking
2012 Zukunftspreis des Shanghaier Fernsehens anlässlich der Feier zum fünfjährigen Bestehen seines International Channel Shanghai (ICS 5th Anniversary Celebration).
2013 Johann-Heinrich-Voß-Preis der Deutschen Akademie für Sprache und Dichtung für hervorragende Leistungen auf dem Gebiet der Übersetzung
2015 „Erster Internationaler Feng Zikai-Literaturpreis“ (Shoujie quanqiu Feng Zikai sanwen jiang 首届全球丰子恺散文奖) für das in der Tageszeitung Nanfang zhoumo erschienene Essay „Bei’ai zhong de kuaile“ 悲哀中的快乐
2016 Preis der Sichuan Essay Society (Sichuan Sheng sanwen xuehui 四川省散文学会)
2016 Staatspreis der VR China für Verdienste als ausländischer Experte um die Reform des Landes (Zhongguo zhengfu youyi jiang中国政府友谊奖)
2018 Staatspreis der VR China als überragende ausländische Persönlichkeit.
2018 Rou Gang-Lyrikpreis der Universität Nanking.
2020 Huilin Prize für die Verbreitung der chinesischen Kultur im Ausland 会林文化奖